# Meir Just

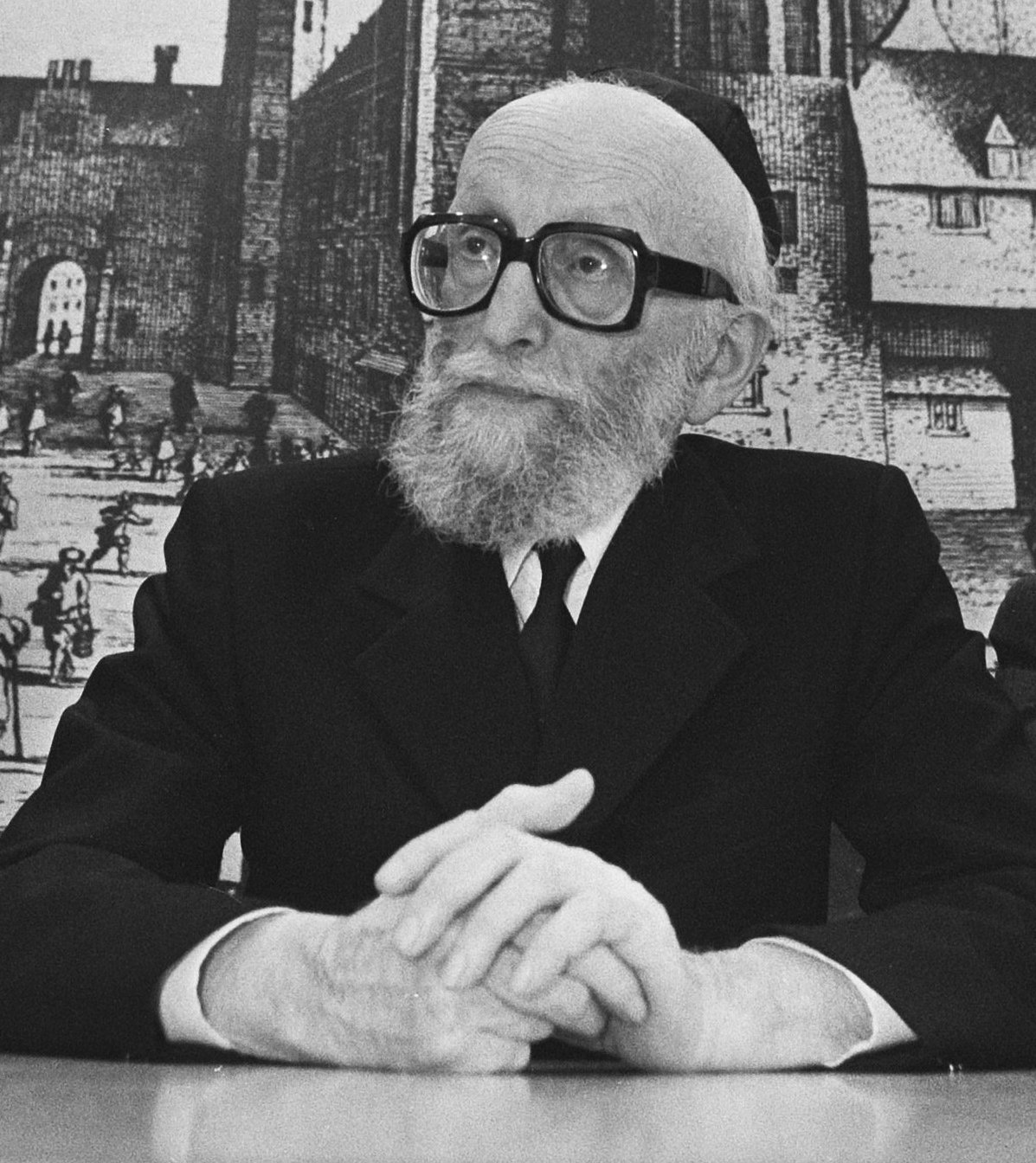
Meir Just (1982)

Meir Just (Vyzjnytsja, 1908 - Amsterdam, 9 april 2010) was een Nederlandse opperrabbijn.
Mayer Just is geboren in het Hongaarse Wyschnyzja (Viznitz in het Jiddisch, tegenwoordig in Oekraïne gelegen), een plaats van betekenis voor het chassidische jodendom. Zijn vader Nisan Just, was een vertrouweling en naaste medewerker van de grote Viznitzer Rebbe, de leider van de naar deze plaats genoemde chassidische stroming. In zijn openbare levenshouding en in zijn uitoefening van de rabbinale taken manifesteerde Just zich echter niet als aanhanger van het chassidisme. In de Eerste Wereldoorlog verhuisde de Viznitzer Rebbe naar de plaats Grosswardein (Roemeens: Oradea, Hongaars: Nagyvárad), het gezin Just verhuisde mee. Just was er actief in de jongerenafdeling van Agudath Israel.
Just werd opgeleid aan diverse belangrijke Europese jesjiva's waaronder die te Chust (Khust) onder rabbijn Joseph Zvi Dushinksy, de latere opperrabbijn van de Edah HaChareidis in Jeruzalem. Later verhuisde hij naar Duitsland, waar hij zich ophield in het milieu van Rabbiner Dr Joseph Breuer in Frankfurt a/m Main, waar hij leerde aan diens Talmoedschool, maar keerde vanwege de opkomst van nazi-Duitsland naar Hongarije terug. Daar heeft hij gewerkt als rabbijn-leraar in een Beth Hamidrasj in Grosswardein en Boedapest. Door een vroege persoonlijke ontmoeting met Ze'ev Jabotinski raakte Just in zijn jonge jaren geïnteresseerd in het Zionisme. Hij wist aan de Holocaust te ontkomen dankzij een niet-Jood die hem en zijn echtgenote verborg.
In 1949 verruilde hij Hongarije voor Parijs, in 1952 voor Antwerpen waar hij lessen gaf aan kinderen en volwassenen, die werden georganiseerd door de religieuze onderwijs- en cultuurafdeling van de Jewish Agency. Tegelijkertijd fungeerde hij als rabbijn van een Mizrachi synagoge in de Kievitstraat. Nadien werkte Just als rabbijn in een jesjiva te Montreux, waar ook rabbijn J.J. Weinberg doceerde, de meest vooraanstaande Duits-Joodse rabbijn die de Holocaust had overleefd en na de oorlog in continentaal West-Europa bleef wonen. In december 1962 werd Just benoemd tot rabbijn van de Joodse Gemeente Amsterdam waar hij begin 1963 arriveerde. In 1975 werd hij benoemd voor de duur van vijf jaar, tot opperrabbijn van Amsterdam. In de daarop volgende periode wilde hij die positie voortzetten, terwijl daartegen van bestuurlijke zijde weerstand begon te ontstaan. Uiteindelijk bleef hij wel voorzitter van het Opperrabbinaat voor Nederland, dat is de afdeling binnen het Nederlands-Israëlitisch Kerkgenootschap die zich voornamelijk bezighoudt met kasjroet. Tot aan zijn overlijden voerde Just deze functie uit. Daarnaast was hij in de jaren '78-'79 enige tijd waarnemend opperrabbijn van Antwerpen. Ook was hij lid van het Standing Committee van de Conferentie van Europese Rabbijnen. Op 16 september 1992 werd Just benoemd tot Ridder in de Orde van de Nederlandse Leeuw.
Behalve door de chassidische gemeenschap uit zijn jonge jaren en de zionistisch-nationalistische ideeën, werd hij ook beïnvloed door toonaangevende orthodoxe rabbijnen als Joseph Breuer (een belangrijke voorvechter van het neo-orthodoxe Torah im Derech Eretz), de chassidische Talmoedist Pinchas Horowitz en de halachist J.J. Weinberg.
Van zijn hand verscheen een klein halachisch werkje Imré Meïr waarin hij enkele halachische joods-wettelijke vragen beantwoordt en iets over zijn vader in het Viznitz milieu vertelt. De titel betekent: uitspraken van Meïr, maar het eerste woord is ook een anagram van Meïr. Ruim een jaar na zijn dood verscheen een bundel artikelen en toespraken getiteld Rav Just spreekt, dat een beeld geeft van zijn brede en diepgaande Joodse kennis.

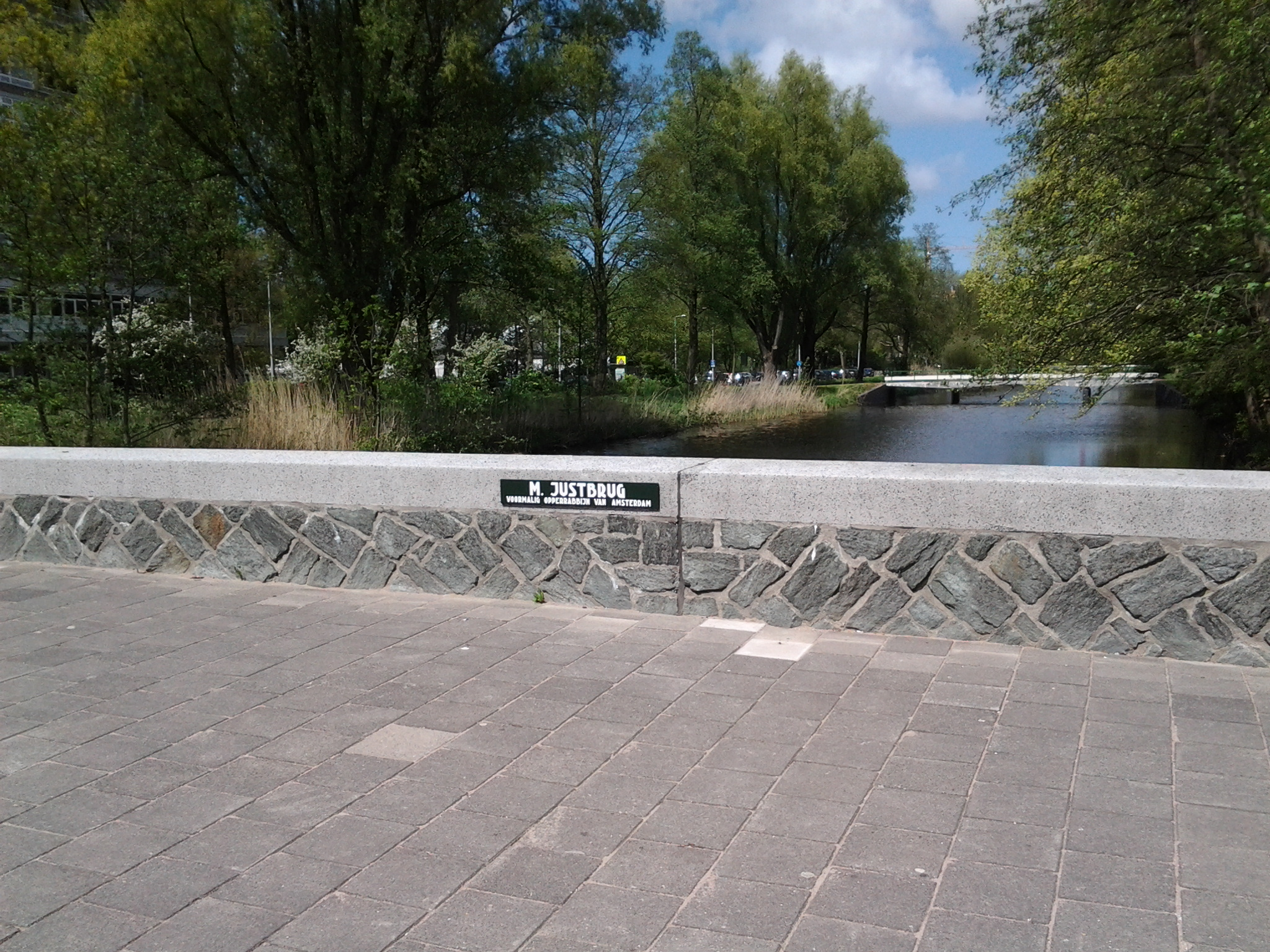
M. Justbrug in Buitenveldert

Meir Just overleed op 101-jarige leeftijd. Op zaterdagavond 10 april 2010 werd een uitvaartdienst gehouden in de Raw Aron Schuster Synagoge aan het Jacob Obrechtplein waar hij circa 40 jaar zijn standplaats had. Hij werd op de Olijfberg in Israël begraven. Op zondag 7 april 2013 werd de brug 803 in de Van Nijenrodeweg tussen Van der Boechorststraat en Egelenburg in Amsterdam Buitenveldert naar Just vernoemd. De onthulling vond plaats door de ambassadeur van Israël en een kleinzoon van Just.